# 標準予防策
標準予防策（ひょうじゅんよぼうさく、スタンダードプリコーション）は、感染症の有無に関わらず、すべての人に対して、血液、体液、汗を除く分泌物、排泄物、損傷した皮膚、粘膜等の湿性生体物質は、感染の可能性があるとみなして対応する方法。
目的は患者と医療従事者の感染リスクの減少。
感染予防対策の3原則は①病原体の除去、②侵入経路の遮断、③抵抗力の増強である。
(13thedition REVIEWBOOK基‐14)

## 感染の成立
1. 感染源
2. 宿主
3. 排出口
4. 伝播方法
5. 侵入口
6. 感受性宿主

この構成要因のうち、ひとつでも欠ければ感染は成立しない。
感染経路を断ち切りことが感染予防となる。

## 標準予防策の10項目
- 手指衛生
- 個人防護具（PPE：personal protective equipment）の適切な使用
- 血液媒介病原体曝露防止
- 患者の配置・移動
- 環境管理
- ケア器具および機器の取り扱い
- 布類（リネン）の取り扱い
- 呼吸器衛生／咳エチケット
- 安全な注射手技
- 腰椎穿刺時の感染予防策[4]

## 手指衛生の5つタイミング
1. 患者に触れる前
2. 清潔／無菌操作の前
3. 体液に曝露された可能性のある場合
4. 患者に触れた後
5. 患者周辺の環境や物品に触れた後[5]